# 스콧 해티버그
스콧 앨런 해티버그(영어: Scott Allen Hatteberg, 1969년 12월 14일 ~ )는 전 미국 프로 야구 선수이다.

## 어린 시절
미국 오리건주 살렘에서 태어났다. 어려서부터 리틀 야구 리그에서 활동하였다.

## 아마추어 선수 시절
1988년 아이젠하워 고등학교를 졸업했는데, 야구부 주장으로 활약했다. 1989년부터 1991년까지 워싱턴 주립 대학교에 다녔다. 1991년에는 야구부 주장이었고, 팀 최우수 선수였다. 당시 아론 실리와 배터리를 이루었다.

## 메이저 리그 시절

### 보스턴 레드삭스
1991년 보스턴 레드삭스에 입단해 11년 동안 포수로 활동하였다.
2001년 보스턴은 재계약을 하지 않고 오클랜드 애슬레틱스로 이적되었다.

### 오클랜드 애슬레틱스
원래 포수였으나 빌리 빈의 조언을 듣고 1루수로 전향해 성공적인 시즌을 보낸다. 이는 머니볼에 줄기가 되는 스토리이기도 하다.
2002년 오클랜드의 20연승을 이끈 멤버 중 한 명이며 오클랜드 빌리 빈 단장의 머니볼 이론에서 핵심되는 인물이다.